# Metropolitanato de Hierápolis en Siria
El metropolitanato de Hierápolis en Siria o gran metropolitanato de Hierápolis en Siria (en griego: Μητρόπολη Ἱεραπόλεως) fue una sede episcopal metropolitana de la Iglesia del primer milenio o de la Pentarquía dentro del patriarcado de Antioquía. La sede del metropolitano estaba en la ciudad de Hierápolis en Siria o Mabbug, la actual Manbiŷ en Siria. El metropolitanato de Hierápolis en Siria existió hasta la conquista árabe musulmana de Siria (634-639).

## Historia
Hierápolis de Siria es la antigua sede metropolitana de la provincia romana de Eufratensis, creada circa 341 en la diócesis civil del Oriente en el patriarcado de Antioquía.
Le Quien nombra a diez obispos de Hierápolis. Entre los más conocidos se encuentran Alejandro de Hierápolis, un ardiente defensor del nestorianismo, que murió en el exilio en Egipto; Philoxenus de Mabbug, un famoso erudito miafisita; y Esteban de Hierápolis (c. 600), autor de una vida de san Golindouch. 
Durante las guerras entre bizantinos y sasánidas el rey Cosroes I retuvo el territorio para pedir un tributo, dado que el emperador Bizantino Justiniano I fue incapaz de defender la ciudad.
Desde la primera mitad del siglo VII, la región fue ocupada por los árabes, que obligaron a los funcionarios bizantinos, incluidos los obispos, a huir dentro de las fronteras del imperio. La presencia cristiana continuó con las comunidades de la Iglesia ortodoxa siriana. Algunos obispos jacobitas están atestiguados entre los siglos VIII y XIII. Chabot menciona trece arzobispos jacobitas del siglo IX al XII. La ciudad fue arrasada por los mongoles.

## Diócesis sufragáneas
Hierápolis en Siria fue la quinta metrópolis en precedencia del patriarcado de Antioquía. Según la versión crítica de Siméon Vailhé (1907) de la Notitia Antiochena, la única Notitia Episcopatuum del patriarcado de Antioquía que se conoce, la Notitia Antiochena que data de la segunda mitad del siglo VI y fue elaborada por el patriarca Anastasio de Antioquía (quien gobernó el patriarcado dos veces entre 559 y 570 y entre 593 y 598), Hierápolis tenía nueve diócesis sufragáneas:
- Zeugma (hoy Balkis),
- Sura (hoy Suriya),
- Barbaliso (hoy ruinas de Qala'at Balis),
- Neocesarea en Siria (localización incierta),
- Perre (hoy Pirun),
- Urima (localización incierta),
- Doliche (hoy ruinas de Tell-Dülük),
- Germanicia (hoy Kahramanmaraş),
- Europos (antigua Karkemish).

La versión crítica de Ernst Honigmann (1925) que se basa en la recensión siríaca de la Notitia Antiochena, tiene dos diócesis sufragáneas más (Oragiza y Samósata) que la versión de Vailhé: Zeugma en Siria, Sura, Barbaliso, Neocesarea en Siria, Perre, Urima, Doliche, Germanicia, Europos, Oragiza, Samósata. Vailhé cuenta a Samósata entre los metropolitanatos autocéfalos, pero Honigmann consideró que se trataba de un obispado sufragáneo de Hierápolis en Siria que fue elevado al estatus de metropolitanato autocéfalo luego de la muerte de Anastasio I, ya que así aparece en la recensión siríaca. Vailhé ubica a Oragiza como sufragánea de Sergiópolis.
Michel Le Quien en Oriens christianus (1740) incluyó la diócesis de Marianópolis, que no figura en ninguna recensión de la Notitia Antiochena.
Para Robert Devreesse en Le patriarcat d’Antioche depuis la paix de l’Église jusqu’à la conquête arabe (1945) Oragiza o Lraghis en la provincia de Eufratensis sería el Σάλτον Ἐραγιζηνὸν de Jorge de Chipre, es decir un bosque o floresta (saltus). Honigmann alegó que las actas del Latrocinio de Éfeso mencionan a un hombre a quien Juvenal de Jerusalén quería consagrar como obispo de un saltus, por lo que no descartó que fuera un caso similar.
Tras la redacción de la Notitia la sede de Doliche ocupó el lugar de Hierápolis como sede metropolitana y Germanicia fue elevada a arquidiócesis autocéfala.

## Episcopologio
- Filotimo † (mencionado en 325)
- Teodoto † (mencionado en 381)
  - Alejandro † (antes de 431-434 exiliado) (obispo nestoriano)
- Panolbio † (mencionado en 444)
- Juan † (mencionado en 445)
- Esteban I † (antes de 446-después de 459)
- Ciro † (circa 487/490)
- Filoseno † (antes de 493 circa-518 exiliado)
- Teodoro † (mencionado en 553)
- Esteban II † (mencionado en 600 circa)

## Sucesión
Los cruzados nunca capturaron a Manbiŷ durante sus invasiones del Levante del siglo XI al XII, pero el arzobispado latino de Hierápolis se restableció en la ciudad de Tell-Dülük en 1134. Un obispo latino, Franco, es conocido en 1136. Desde el 5 de febrero de 1878 existe la arquidiócesis titular de Hierápolis en Siria, que está vacante desde el 20 de agosto de 1982.
En 1715 el patriarca ortodoxo de Jerusalén, Crisante, mencionó en un Syntagmation la jerarquía dependiente del patriarca de Antioquía expresando que el metropolitano de Beroea de Siria era exarca de Siria I y locum tenens de Hierápolis de Eufratensis.
La archieparquía titular de Hierápolis en Siria de los greco-melquitas fue conferida por primera vez por la Santa Sede el 26 de febrero de 1961 y quedó vacante el 19 de marzo de 1962.
Trece obispos jacobitas están atestiguados entre los siglos VIII y XIII.
La eparquía titular de Hierápolis en Siria de los sirios fue creada en 1908 o antes y fue conferida por primera vez por la Santa Sede en 1908.